# Hicham Akankam
Hicham Akankam (* 4. April 1998) ist ein marokkanischer Leichtathlet, der in den Mittel- und Langstreckenläufen an den Start geht.

## Sportliche Laufbahn
Hicham Akankam bestritt im Jahr 2014 seinen ersten internationalen Wettkampf auf der Mittelstreckendistanz. Ein Jahr darauf belegte er den fünften Platz über 1500 Meter bei den Marokkanischen U20-Meisterschaften und konnte sich mit seiner Zeit von 3:47,67 min für die U18-Weltmeisterschaften in Kolumbien qualifizieren. Dort startete er im ersten Vorlauf, schied allerdings als Siebter seines Laufes vorzeitig aus. Ein weiteres Jahr später gewann er die Bronzemedaille bei den Marokkanischen U20-Meisterschaften über 1500 Meter und trat danach zum ersten Mal bei den nationalen Meisterschaften der Erwachsenen an, bei denen er den zehnten Platz belegte. 2017 startete Akankam im Frühjahr im U20-Rennen der Crosslauf-Weltmeisterschaften in Uganda. Nach 24:35 min über 8 km erreichte er auf dem 21. Platz das Ziel. Ende Juni nahm er im Nachbarland Algerien an den U20-Afrikameisterschaften teil. Zunächst ging er über die 1500 Meter an den Start, bei denen er bis ins Finale vordrang und dort schließlich als Vierter knapp eine Medaille verpasste. Zwei Tage später bestritt er mit der marokkanischen 4-mal-400-Meter-Staffel das Finale, in dem das Quartett die Bronzemedaille gewinnen konnte. Im Juli lief er in 3:40,21 min eine neue 1500-Meter-Bestzeit. 2018 konnte er sich dann um mehr als drei Sekunden über die Distanz verbessern und wurde im Juli marokkanischer Vizemeister.
2019 trat Akankam im französischen Miramas bei den U23-Hallen-Mittelmeermeisterschaften an, bei denen er über 1500 Meter die Silbermedaille gewann. Später qualifizierte er sich für die Afrikaspiele, die in seinem Heimatland ausgetragen wurden. Dort startete er im zweiten der insgesamt zwei Vorläufe, konnte als Sechster des Laufes allerdings nicht das Finale erreichen. In den folgenden zwei Jahren konnte er nur eine geringe Anzahl an Wettkämpfen bestreiten. Mit Beginn der Saison 2022 trat er schließlich über die längeren 3000- und 5000-Meter-Distanzen an. Im Februar lief er in Metz 7:44,61 min über 3000 Meter und war damit für die Hallenweltmeisterschaften in Belgrad qualifiziert. Dort startete er im März im zweiten der drei Vorläufe und verpasste in einer Zeit von 7:52,38 als Fünfter seines Laufes knapp den Einzug in das Finale. Insgesamt belegte er Platz 12. Ende Mai lief er in Belgien eine Zeit von 13:14,17 min über 5000 Meter. Im folgenden Monat trat er über diese Distanz bei den Afrikameisterschaften auf Mauritius an und konnte mit dem Gewinn der Bronzemedaille seine erste internationale Medaille im Erwachsenenbereich erringen.

## Wichtige Wettbewerbe
| Jahr                | Veranstaltung                 | Ort                 | Platz               | Disziplin           | Zeit                |
| Startet für Marokko | Startet für Marokko           | Startet für Marokko | Startet für Marokko | Startet für Marokko | Startet für Marokko |
| ------------------- | ----------------------------- | ------------------- | ------------------- | ------------------- | ------------------- |
| 2015                | U18-Weltmeisterschaften       | Cali                | 7. (1. Vorlauf)     | 1500 m              | 3:56,60 min         |
| 2017                | Crosslauf-Weltmeisterschaften | Kampala             | 21.                 | U20-Rennen (8 km)   | 24:35 min           |
| 2017                | U20-Afrikameisterschaften     | Tlemcen             | 4.                  | 1500 m              | 3:46,13 min         |
| 2017                | U20-Afrikameisterschaften     | Tlemcen             | 3.                  | 4 × 400 m           | 3:18,08 min         |
| 2019                | Afrikaspiele                  | Rabat               | 15.                 | 1500 m              | 3:44,41 min         |
| 2022                | Hallenweltmeisterschaften     | Belgrad             | 12.                 | 3000 m              | 7:52,38 min         |
| 2022                | Afrikameisterschaften         | Port Louis          | 3.                  | 5000 m              | 13:40,39 min        |

## Persönliche Bestleistungen
Freiluft
- 1500 m: 3:35,85 min, 16. Juni 2019, Rabat
- 3000 m: 7:51,09 min, 13. Juli 2018, Rabat
- 5000 m: 13:14,17 min, 28. Mai 2022, Lede

Halle
- 1500 m: 3:47,45 min, 19. Januar 2019, Miramas
- 3000 m: 7:44,61 min, 12. Februar 2022, Metz